# 王丽颖
王丽颖（Ong Ren Ne，1997年6月2日—），新加坡女子羽毛球運動員。

## 簡歷
王丽颖7歲開始就參與羽毛球運動，在2012年新加坡羽毛球國際系列賽首次參加成人級別的國際賽事，及至2015年開始代表新加坡國家羽毛球隊。
2017年2月，王丽颖出戰伊朗羽毛球國際挑戰賽，與黄嘉盈合作贏得女子雙打比賽冠軍。

## 主要比賽成績
只列出曾進入準決賽的國際賽事成績：
| 年份   | 賽事                   | 公開賽級別 | 項目     | 拍檔   | 成績   |
| ------ | ---------------------- | ---------- | -------- | ------ | ------ |
| 2015年 | 東南亞運動會羽毛球比賽 | 其他       | 女子團體 | －     | 銅牌   |
| 2017年 | 伊朗羽毛球國際挑戰賽   | 國際挑戰賽 | 女子雙打 | 黄嘉盈 | 冠軍   |
| 2017年 | 東南亞運動會羽毛球比賽 | 其他       | 女子團體 | －     | 銅牌   |
| 2018年 | 英聯邦運動會羽毛球比賽 | 其他       | 混合團體 | －     | 第四名 |

| 2007-2017年 | 首要超級賽 | 超級賽 | 黃金大獎賽 | 大獎賽 | 國際挑戰賽 | 國際系列賽 | 未來系列賽 | 其他 |

| 2018-2026年 | 總決賽 | 超級1000賽 | 超級750賽 | 超級500賽 | 超級300賽 | 超級100賽 | 國際挑戰賽 | 國際系列賽 | 未來系列賽 | 其他 |